# Mordellina semiusta
Mordellina semiusta är en skalbaggsart som först beskrevs av Leconte 1862.  Mordellina semiusta ingår i släktet Mordellina och familjen tornbaggar. Inga underarter finns listade i Catalogue of Life.